# مدرسه تنکزیه
مدرسه تنکزیه قدس، از مدارس تاسیس شده در بیت المقدس است که توسط سیف الدین تنکز به سال ۷۲۹ ساخته شده است. سیف الدین تنکز، نایب السلطنه دمشق بود که در سال ۷۴۴ از دنیا رفت.

## بنا و موقعیت مدرسه
بنای این مدرسه، از نمونه بناهی صلیبی شکل (چهار ایوانه) در بیت المقدس است. در ضلغ شرقی این بنا، رواق حرم، ضلغ جنوبی آن، حائط البراق (دیوار ندبه)، ضلع غربی آن، ساختمان های مجاور و ضلع شمالی آن، میدا کچکی در باب‌السلسله قرار گرفته است. این بنا از مجموعه ساختمان‌های مرتبط با هم تشکیل شده و از لحاظ معماری و هنری، کم نظیر توصیف شده است. در بزرگ مدرسه، در شمال بنا واقع شده و به درگاه گشوده می‌شود. جنس این در از چوب گردو و با روکش برنج می‌باشد. برای تزئین سر در مدرسه، از سنگ های رنگارنگ و کنده کاری شده استفاده گردیده است. در طبقه دوم این بنا نیز خانقاه صوفیان و رباط زنان واقع شده است که با پله‌هایی نزدیک به در اصلی، قابل دسترسی است. در وسط صحن، حضوی از جنس مرمر و به شکل هشت ضلعی قرار گرفته است. آب این حوز از قنات عروب تامین می شده است. جنس پنجره های این بنا نیز از آبنوس و عاج گزارش شده است. محرابی در وسط ایوان جنوبی بنا واقع شده و محل درس طلاب علوم دینی، در مغرب این ایوان تعبیه شده است. در مشرق ایان، تالاری است که مدتی به عنوان محکمه استفاده می گردید. کف بنا از سنگ مرمر رنگی سنگ فرش شده است.

## تاریخچه
تنکز به سال ۷۲۹، مدرسه را بنا نهاد، وی به جهت اداره مدرسه، حمام‌ها، دکان‌ها، زمین‌های کشاورزی، املاک و باغهای قریه عین قنبیه را که از توابع قدس بودند، وقف این مکان نمود. همچنین خودش، عهده دار نظارت و تولیت موقوفه ها گردید و پس از خود، این حق را به وارثانش وا نهاد. در وقفنامه این بنا آمده است که وظیفه ناظر وقف، تعمیر تنکزیه، تهیه فرش و تامین روشنایی، خرید گوشت در عید قربان و توزیع آن، پرداخت حقوق، توزیع خرواک و تعین تحصیلدار مالیات و تعیین کاتب عنوان شده است. بر پایه همین وقفنامه، مدرسه برای استفاده طلاب فقه حنفی و محدثان و صوفیان بوده است. همچنین شرط شده است که مدرس فقه در این مدرسه، موظف به حفظ قرآن و تبحر در فقه حنفی باشد. بر اساس آنچه در وقفنامه آمده، تعداد طلاب این مدرسه،پانزده تن بوده که در سه سطح مبتدی، متوسط و عالی تقسیم می شدند. مدت تحصیل در این مدرسه چهارسال به صورت شبانه روزی بوده است. این مکان علاوه بر مدرسه، دارالحدیث نیز بوده و محدثان جایگاه ویژه ای در آن داشتند. بر اساس گزارش ها این مدرسه دارای بیست تن از راویان حدیث بوده و پانزده تن از صوفیان نیز در این مدرسه سکنی داشتند. همچنین بر اساس وقفنامه، از میان زنان مسلمان و دیندار که به درستکاری شهره باشند، دوازده پیرزن فقیر و بی همسر در رباط النساء مستقر می شدند که وظیفه خدمتکاری و نگهبانی را عهده دار بودند.
این بنا پس از مرگ تنکز به مکانی عمومی تبدیل شد و در سال ۸۱۵ سلطان فرح بن برقوق، در این مدرسه اقامت کرد.در اواخر قرن نهم، این بنا به دیوان قضا تبدیل شد و در همین حال، فعالیت درسی را نیز پیش می گرفت. تدریس در این مدرسه دست کم تا اواخر قرن یازدهم ادامه داشت و ترکان عثمانی این بنا را به دادگاه و دیوان تبدیل کردند. در دوره معاصر، تنکزیه مسکونی شد و پس از تشکیل موسسه علمی اسلامی در آنجا، بار دیگر به مدرسه دینی تبدیل شد. این مکان به سال ۱۹۶۹ به اشغال اسرائیلی ها در آمد و با حفاری و کاوش های اسرائیلی ها در زیر ساختمان مجموعه، بناهای مجاور تنکزیه در معرض ویرانی قرار گرفت. از مدرسة تنکزیّة قدس گاه برای اهداف غیردرسی هم استفاده می شد.